# Королівська Пруссія
Королівська Пруссія (нім. Königliches Preußen; лат. Prussia Regalis; пол. Prusy Królewskie) — одна із провінцій Королівства Польського з 1466, а потім Речі Посполитої 1569—1772 рр. Королівська Пруссія містила Померанію, Кульмерланд (Хелминська земля), Мальборкське воєводство (нім. Marienburg), Гданськ (нім. Danzig), Торунь (нім. Thorn) і Ельблонг (нім. Elbing). Варто відрізняти Королівську Пруссію від Прусського герцогства. Королівська Пруссія була частиною Польщі, а герцогство Пруссія було тільки під польським сюзеренітетом як польський лен, (до 1657 р., коли влада перейшла до курфюстів Бранденбургу, бувши в особистій унії з Бранденбургом з 1618 р.). У старих текстах (до XVI/XVII століття) латинській термін Prut(h)enia належить до Королівської Пруссії, її східного сусіда Прусського герцогства та їх загального попередника Тевтонської Пруссії. Адміністративно Королівська Пруссія була частиною Великопольської провінції разом з Великопольщею, Мазовією і Ленчиця і Серадз зі столицею — Познань.
До вторгнення тевтонських лицарів на початку 1300-х рр. регіон охоплював Померанію і південно-західну частину Пруссії.

## Історія
Під час Тринадцятирічної війни, у лютому 1454 р., прусська конфедерація на чолі з містами Данциг, Ельблонг, і Торунь і шляхтою Кульмляндії зажадали від польського короля підтримки в боротьбі із Тевтонським орденом і включення Пруссії до складу Польського королівства. Повстання також охопило великі міста в східній частині держави Ордена, таких як Кнайпгоф, частини Кенігсбергу. Війна закінчилася в жовтні 1466 р., і згідно з Другим Торуньським миром до Польщі відійшла західна частина володінь ордена — Гданське Помор'я, землі Хелминьська й Михаловська, Мальборк, Ельблонг і Архієпископство Вармія.
Королівська Пруссія мала суттєву автономію під владою Польської корони —  власний сейм, скарбницю, грошову одиницю і армію. Керувалася сеймом, підпорядкованим польському королю, члени якого були обрані з місцевої шляхти та багатих громадян. Прусси також мали місця у польському сеймі, але вони не користувалися цим правом до Люблінської унії.
В результаті Люблінської унії 1569 р., автономію Королівської Пруссії скасовано, а регіон  об'єднано з польською короною. Пруссія з цього часу мала представників у польському сеймі.
Під час першого (1772) і другого (1793) поділів Речі Посполитої, Королівська Пруссія була приєднана до Королівства Пруссія. Її територія становила основу провінції Західна Пруссія утвореної в 1773 році.